# Фоган
Фога́н (кит. упр. 佛冈, пиньинь Fógāng) — уезд городского округа Цинъюань провинции Гуандун (КНР).

## История
Во времена империи Цин в 1813 году из смежных территорий уездов Цинъюань и Индэ был образован Фоганский комиссариат (佛冈厅). После Синьхайской революции в Китае была проведена реформа структуры административного деления, в ходе которой комиссариаты были упразднены, и поэтому в 1914 году Фоганский комиссариат стал уездом Фоган.
После вхождения этих мест в состав КНР был образован Специальный район Бэйцзян (北江专区), и уезд вошёл в его состав. В 1952 году Специальный район Бэйцзян был расформирован, и уезд перешёл в состав Административного района Юэбэй (粤北行政区). В конце 1955 года было принято решение о расформировании Административного района Юэбэй, и с 1956 года уезд вошёл в состав Специального района Шаогуань (韶关专区). В 1959 году уезд Фоган был присоединён к уезду Цунхуа, который перешёл в состав Специального района Фошань (佛山专区). В сентябре 1960 года уезд Цунхуа перешёл под юрисдикцию властей Гуанчжоу.
В апреле 1961 года уезд Фоган был вновь выделен из уезда Цунхуа. В 1963 году уезд вернулся из-под юрисдикции властей Гуанчжоу в состав Специального района Шаогуань, который в 1970 году был переименован в Округ Шаогуань (韶关地区).
В июле 1983 года уезд Фогуан опять был передан под юрисдикцию властей Гуанчжоу.
Постановлением Госсовета КНР от 7 января 1988 года был образован городской округ Цинъюань, и уезд перешёл в его состав.

## Административное деление
Уезд делится на 6 посёлков.